# IC 1675
IC 1675 ist eine Spiralgalaxie vom Hubble-Typ S im Sternbild Andromeda am Nordsternhimmel. Sie ist schätzungsweise 235 Millionen Lichtjahre von der Milchstraße entfernt und hat einen Durchmesser von etwa 55.000 Lichtjahren. 

Im selben Himmelsareal befinden sich u. a. die Galaxien NGC 512, NGC 583, IC 1679, IC 1683.
Das Objekt wurde im Jahr 1896 von Hermann Kobold entdeckt.